# Los Pocitos, Jalisco
Los Pocitos är en ort i Mexiko.   Den ligger i kommunen Ameca och delstaten Jalisco, i den centrala delen av landet, 500 km väster om huvudstaden Mexico City. Los Pocitos ligger 1 247 meter över havet och antalet invånare är 1 019.
Terrängen runt Los Pocitos är varierad. Runt Los Pocitos är det ganska tätbefolkat, med 90 invånare per kvadratkilometer. Närmaste större samhälle är Ameca, 11,3 km väster om Los Pocitos. Trakten runt Los Pocitos består till största delen av jordbruksmark.